# Calimeri
Calimeri è un cognome di lingua italiana.

## Varianti
Calimero.

## Origine e diffusione
Il cognome è tipicamente settentrionale.
Potrebbe derivare dal greco kalimerós, "buongiorno", ed essere quindi affine al cognome Bongiorno.